# Патриот: ДемократиZация
«Патриот: ДемократиZация» — компьютерная игра в жанре шутера от первого лица, разработанная российской студией Madia Entertainment и выпущенная компанией Lite Project в 2006 году. Действие игры разворачивается в 2017 году; по сюжету игры, в России воцарилась анархия, что привело к вторжению иностранных государств на её территорию. Игра получила разгромные отзывы критиков.

## Игровой процесс
«Патриот: ДемократиZация» является игрой в жанре шутера от первого лица. Помимо классических для жанра уровней, в игре присутствует стелс-миссия и миссия с поездкой на машине с пулемётом.

## Сюжет
2017 год. В мире истощились запасы нефти и газа. В России ряд неудачных решений привёл к серьёзному кризису и фактической анархии. Войска нескольких держав вторгаются в Россию с целью аннексии территории и получения контроля над остатками её ядерного арсенала. Партизанское движение решает запустить ядерную ракету по США, чтобы восстановить статус-кво, однако корабль, на котором перевозилась микросхема GPS с целеуказанием, подвергается нападению, и из всего экипажа выживает только главный герой, командир ВМФ Владимир Никифоров. Он с боем возвращает микросхему в Санкт-Петербург, а затем добирается до Кавказа, где устанавливает её на ракету и запускает боеголовку.

## Разработка и выпуск
«Патриот: ДемократиZация» разрабатывалась санкт-петербургской студией Madia Entertainment на движке предыдущего проекта, «Велиан». Игра была выпущена в 2006 году компанией Lite Project. В 2025 году издатель Strategy First перевыпустил игру в Steam.

## Критика
| Русскоязычные издания | Русскоязычные издания |
| Издание               | Оценка                |
| --------------------- | --------------------- |
| Absolute Games        | 29 %                  |
| «НИМ»                 | 2,6/10                |

Игра получила разгромные отзывы критиков, средний балл на агрегаторе рецензий «Критиканство» составляет 28 %. Татьяна «foxy» Гарина из Absolute Games отметила прогресс в дизайне уровней по сравнению с предыдущей игрой студии, однако раскритиковала арт-дизайн, геймплей, неуместный юмор и озвучку американских солдат, заключив: «Ядреной закваски ура-патриотизм в концентрированной антиамериканской форме. Подойдет нацболам, обожающим вешать лапшу с клюквенным соусом себе на ушки». Иван Фастманов раскритиковал графику и ИИ противников, а также назвал геймплей отсутствующим: «это даже не вчерашний день и не прошлый век. Это Юрский период игростроения». Алексей «leprecon» Тур в рецензии для «Моего компьютера игрового» раскритиковал графику, оптимизацию, искусственный интеллект, звук и игровой процесс.